# ایکسه-سو-ویین
ایکسه-سو-ویین (به فرانسوی: Aixe-sur-Vienne) یک کمون در فرانسه است که در Canton of Aixe-sur-Vienne واقع شده‌است.

## خصوصیات
ایکسه-سو-ویین ۲۲٫۸۵ کیلومترمربع مساحت و ۵٬۶۴۶ نفر جمعیت دارد.